# WiGLE
WiGLE (acronyme de Wireless Geographic Logging Engine) est un projet de géolocalisation collaboratif en ligne dont le but est de constituer une base de données libre sur les points d'accès Wi-Fi et les antennes-relais de téléphonie mobile dans le monde.